# Karl-Marx-Allee

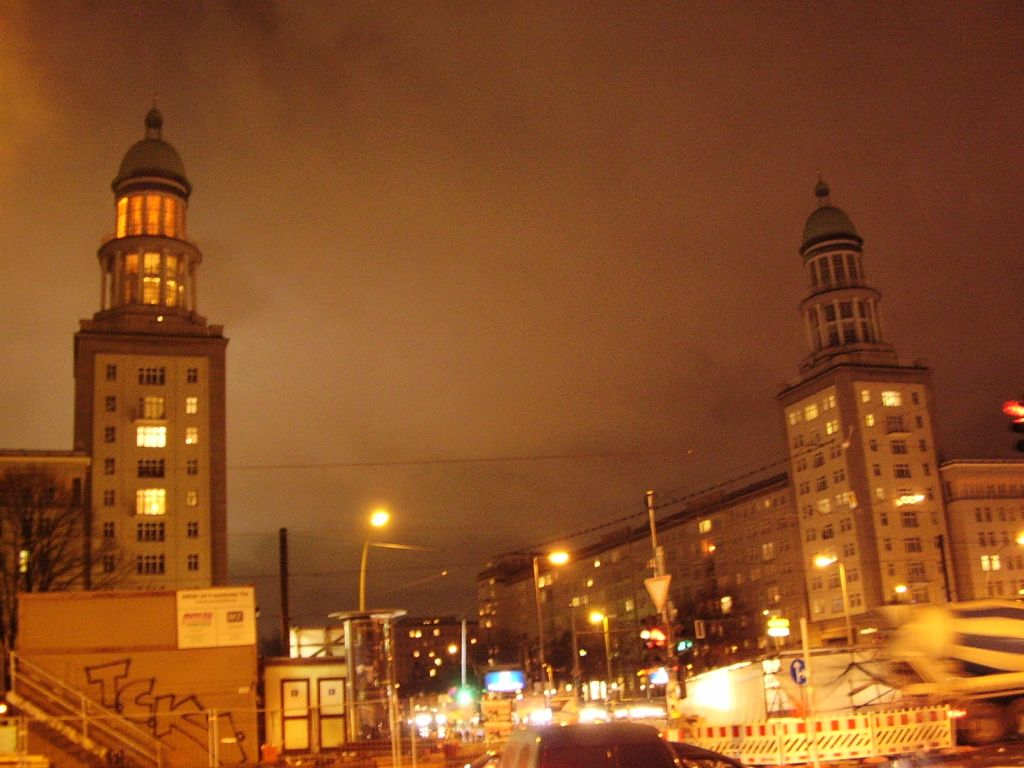
A Frankfurter Tor éjjel

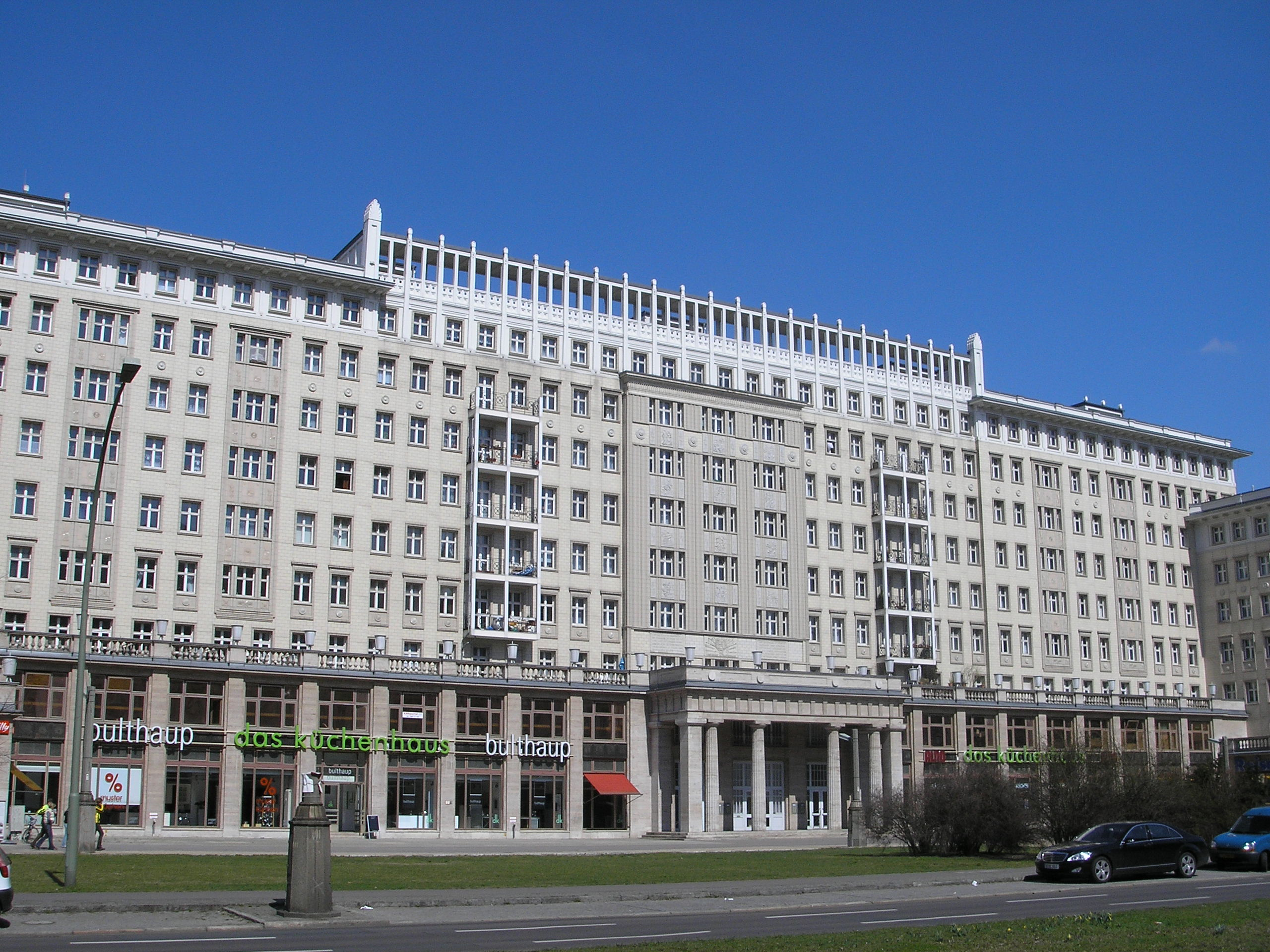
A „C”-blokk északi oldala

A Karl-Marx-Allee Kelet-Berlin egyik leghíresebb sugárútja, a szocialista realizmus egyik legmonumentálisabb alkotása volt az egykori NDK-ban. Nevét az ismert német közgazdászról, filozófusról, szocialista teoretikusról, Karl Marxról kapta. Az utca Berlin-Mitte és Friedrichshain-Kreuzberg kerületéhez tartozik, amely 1949-től 1989-ig a szovjet megszállási szektorban volt.

## Története
1949-ig Große Frankfurter Straße volt a neve, Berlin legfontosabb keleti irányból bevezető útjaként tartották számon, ami a Bundesstraße 1 berlini szakasza volt. Gyönyörű épületek, nagypolgári házak szegélyezték. A terület súlyosan megrongálódott a második világháborúban, az eredeti épületek csaknem teljesen megsemmisültek a bombázásokban, majd az azt követő harcokban. Ezért az NDK vezetése elhatározta, hogy nem az eredeti épületekkel építi fel újra az Allee-t, hanem megmutatja a világ közvéleményének és a Szovjetuniónak, hogy az új német állam életképes és gazdaságilag is állja a versenyt a nyugattal. 1949-ben Joszif Sztálin 70. születésnapjának alkalmából átnevezték Stalinalleera.
Magát az utat 90 méteresre szélesítették ki és 2,3 kilométer hosszan húzódott az Alexanderplatztól a Strausberger Platzon át a Frankfurter Torig. Az NDK nagyon sok pénzt áldozott a tervre, nem spórolva az építőanyagokkal, de az emberi erőforrásokkal sem. Szinte teljesíthetetlen munkakvótákat állítottak fel a sztahanovista mozgalom jegyében, ennek köszönhetően is tört ki a keleti blokk első nagyobb szovjetellenes, illetve antikommunista felkelése 1953. június 17-én, amelyet 1953-as keletnémet felkelésnek neveznek. A megmozdulásra válaszul a szovjetek harckocsikat vezényeltek Kelet-Berlin utcáira, majd géppuskákkal lőttek a tömegbe. Az eredmény: 55 halálos áldozat, további 18 ismeretlen okokból hunyt el. Utána még további 34 személy vesztette életét a harcokban, szovjet katonák, demonstrálók, rendőrök vegyesen.
Az építkezést tovább folytatták, ennek eredményeképpen 1960-ra teljesen elkészült az utca. A fő tervező Hermann Henselmann volt, ő tervezte a Frankfurter Tor-t és a Strausberger Platzot is. Ezen kívül még sokan mások is részt vettek a tervezésben. A szocialista realizmust külön tanulmányozták a Szovjetunióban, ezután ötvözték a német építészeti megoldásokkal. 1961-ben átnevezték a mai nevére, és ezen az 1990-es egyesülés sem változtatott.

## Az építkezés
Az első fázisban tornácos házak, németül Laubenganghausok épültek fel, a legjobban megrongálódott városrészben, formális-dekadentista stílusban, laza elhelyezéssel, sok zölddel.
A második fázisban már lényegesebben több épület épült, a tervezők igyekeztek tapasztalatot szerezni a szovjet városokból, így például Leningrád, Moszkva és Sztálingrád városaiba is ellátogattak. Főként a Weberwiese környékét építették át, külön ügyelve arra, hogy a nagy katonai parádéknak helyet biztosítsanak, ezért is kellett a majd' 90 méteres szélesség. Itt a történelmi örökség jelszóval dór, és jón oszlopokkal díszített épületeket emeltek az antik kort utánozva. A Strausberger Platztól nyugatra 13 emeletes magasházakat építettek, míg a Frankfurter Tor jellegzetessége, mintegy városkapuként a két tornyos-kupolás épület egyfajta Dóm-stílusban. A Koppenstraßén épült fel neoklasszicista stílusban a Deutsche Sporthalle, vagyis a Német Sportcsarnok. A továbbiakban még felépült a Kino Kosmos (Kozmosz-Mozi) a Warschauer Straßén 1961-1962-ben és ezzel lényegében lezárult a nagy építkezés.
A harmadik, utolsó fázisban az Allee mögött felépítettek 2 nagy lakókomplexumot, több mint 14 000 lakó számára. Elkészülte után a 700 méter hosszú és 125 méter széles területen tartották a tömegrendezvényeket, majd a 80-as évek legvégén itt is zajlottak a rendszerellenes tüntetések. A katonai parádék is itt zajlottak, számos más szocialista ország vezetőinek részvételével. Ebben a városrészben kapott helyet több neves kávézó, és egyéb szolgáltatási funkciók is.
Az egyesülés után az eredeti utcaképet megtartották, habár sok új kávézó, bár települt ide. Így jóval színesebb lett a környék, de az összkép nem sokat változott. Meghagyták mementónak, így az épületek többségét renoválták, nem látni lepusztult házakat.

## Közlekedés

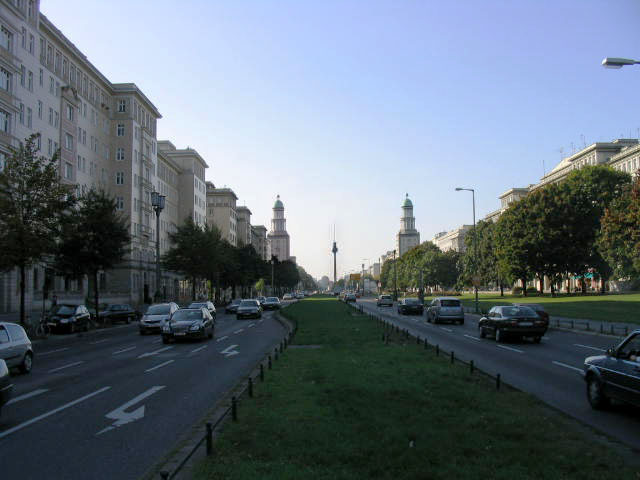
Kilátás az Alexanderplatz felé, háttérben a Berlini tévétorony

Az utca 3×3 sávos, igen nagy forgalmat bonyolít le, köszönhetően annak, hogy igen fontos szerepet tölt be. Pontosan az utca alatt fut az 5-ös számú metróvonal (U-Bahn 5), amelynek végállomásai az Alexanderplatzon és Hönowon vannak. Régebben volt még az Alleen trolibuszközlekedés is, de ez ma már nem működik. Az 5-ös metró csúcsidőben 5 percenként jár, hétvégente éjjelente is üzemben van. Megközelítése legegyszerűbben az Alexanderplatztól 2 megállót megyünk a metróval, megálló: Strausberger Platz